# Biegoszcza
Biegoszcza (ros. Бегоща) – wieś (ros. село, trb. sieło) w zachodniej Rosji, w sielsowiecie niechajewskim rejonu rylskiego w obwodzie kurskim.

## Geografia
Miejscowość położona jest u źródeł rzeki Biegoszka (dopływ Klewienia), 6,5 km od centrum administracyjnego sielsowietu niechajewskiego (Niechajewka), 26,5 km od centrum administracyjnego rejonu (Rylsk), 127 km od Kurska.
W granicach miejscowości znajdują się ulice: Chobotowka, Chutorskaja, Czerkaszczina, Dubowica, Dubowka, Nachałowka, Zielonaja.

## Historia
Rdzenni mieszkańcy obszaru, na którym znajduje się wieś są potomkami wiatyczów i siewierzan.
Wieś założył ukraiński hetman Iwan Mazepa w roku 1703. Ziemię pod jej budowę otrzymał od cara Piotra. Po tym jak hetman opowiedział się po stronie króla szwedzkiego Karola XII car ziemie zdrajcy przekazał swojemu współpracownikowi księciu Mienszykowowi. Ten po śmierci cara popadł w niełaskę i został zesłany wraz z rodziną na Syberię, a Biegoszcza skonfiskowana. Właścicielką stała się pierwsza żona Piotra I caryca Jewdokia. Rok po jej śmierci caryca Anna Romanowa przekazała go wiceadmirałowi floty Nikołajowi Gołowinowi. Ten z kolei przekazał ziemię swojej córce Natalii, żonie pruskiego księcia (Peter August Friedrich von Schleswig-Holstein-Sonderburg-Beck). Córka książęcej pary Jekatierina wniosła Biegoszczę w posagu wychodząc za mąż za księcia Iwana Siergiejewicza Bariatyńskiego. Wkrótce wszystkie dawne majątki hetmana Mazepy przeszły w ręce rodu książąt Bariatyńskich.

## Demografia
W 2010 r. miejscowość zamieszkiwało 218 osób.

## Urodzeni we wsi
- Wasilij Iwanowicz Kriukow (ur. 1923) – porucznik, Bohater Związku Radzieckiego[8]
- Anatolij Fiodorowicz Dunajcew (ur. 1930) – radziecki i rosyjski fizyk cząstek, zajmujący się m.in.  rozpadem beta mezonów π[9]